# Candida viswanathii
Candida viswanathii Sandu & H.S. Randhawa – gatunek grzybów należący do rzędu drożdżakowców (Saccharomycetales).

## Systematyka i nazewnictwo
Pozycja w klasyfikacji według Index Fungorum: Candida, Incertae sedis, Saccharomycetales, Saccharomycetidae, Saccharomycetes, Saccharomycotina, Ascomycota, Fungi.
Jest to anamorfa Saccharomycetales.

## Charakterystyka
Po raz pierwszy wyizolowany z płynu mózgowo-rdzeniowego pacjenta zmarłego na zapalenie opon mózgowo-rdzeniowych, później także z plwociny podczas rutynowych badań próbek klinicznych. W środowisku naturalnym był izolowany m.in. ze skrzeli ryb z Oceanu Indyjskiego oraz z gleby w Południowej Afryce.
Grzyb miał działanie patogenne (powodował śmierć), gdy był wstrzykiwany myszom laboratoryjnym, ale wyłącznie gdy podawano im jednocześnie kortyzon. Dla myszy nietraktowanych tym lekiem grzyb był niegroźny. Według analizy rRNA małej podjednostki rybosomu (18S), C. viswanathii razem z innymi przedstawicielami rodzaju Candida (C. albicans, C. tropicalis i C. parapsilosis) tworzy silnie wyodrębnioną od innych patogennych grzybów grupę. Badania kariotypu i porównanie sekwencji DNA wykazały, że gatunek ten jest bardzo zbliżony do Candida lodderae. Bez używania technik biologii molekularnej odróżnienie tych gatunków jest możliwe jedynie przez porównanie ich wzrostu w różnych warunkach: C. viswanathii w przeciwieństwie do C. lodderae nie może fermentować sacharozy, ale jest w stanie rosnąć w temperaturze 40 °C. Pod względem pozostałych warunków hodowli są one identyczne.

## Morfologia
Kolonie hodowane przez trzy dni na stałej pożywce YPD są okrągłe, matowe, w kolorze kremowym o gładkiej lub pomarszczonej fakturze. Pojedyncze komórki są owalne lub wydłużone, występują osobno lub pączkują często tworząc nieregularne, rozgałęzione łańcuchy wydłużonych komórek.